# قلينجلو
قلينجلو هي قرية في مقاطعة أرومية، إيران. يقدر عدد سكانها بـ 83 نسمة بحسب إحصاء 2016.